# Abbaye Saint-Vaast d'Arras
L'abbaye Saint-Vaast d'Arras ne doit pas être confondue avec l'abbaye Saint-Vaast de Moreuil.
 (mai 2024).
L'abbaye Saint-Vaast est un ancien monastère bénédictin fondé en 667 sur la colline de La Madeleine près d'Arras, où le futur saint Vaast avait coutume de se retirer. C'est autour d'elle que grandit le village sur les rives du Crinchon. L’abbaye Saint-Vaast fonda l'un des trois premiers collèges de l'université de Douai en 1619.
Après que les bâtiments eurent été confisqués et désacralisés à la Révolution, l'immense église abbatiale du XVIIIe siècle est devenue en 1804 la nouvelle cathédrale Notre-Dame-et-Saint-Vaast d'Arras, en remplacement de l'ancienne cathédrale gothique Notre-Dame-en-Cité de l'ouest de la ville, qui fut détruite. Depuis 1825, les vastes bâtiments conventuels de l’abbaye abritent le musée des Beaux-Arts d'Arras.

## Géographie des lieux
L'abbaye Saint-Vaast fut construite sur les bords du Crinchon.

## Histoire de l'abbaye

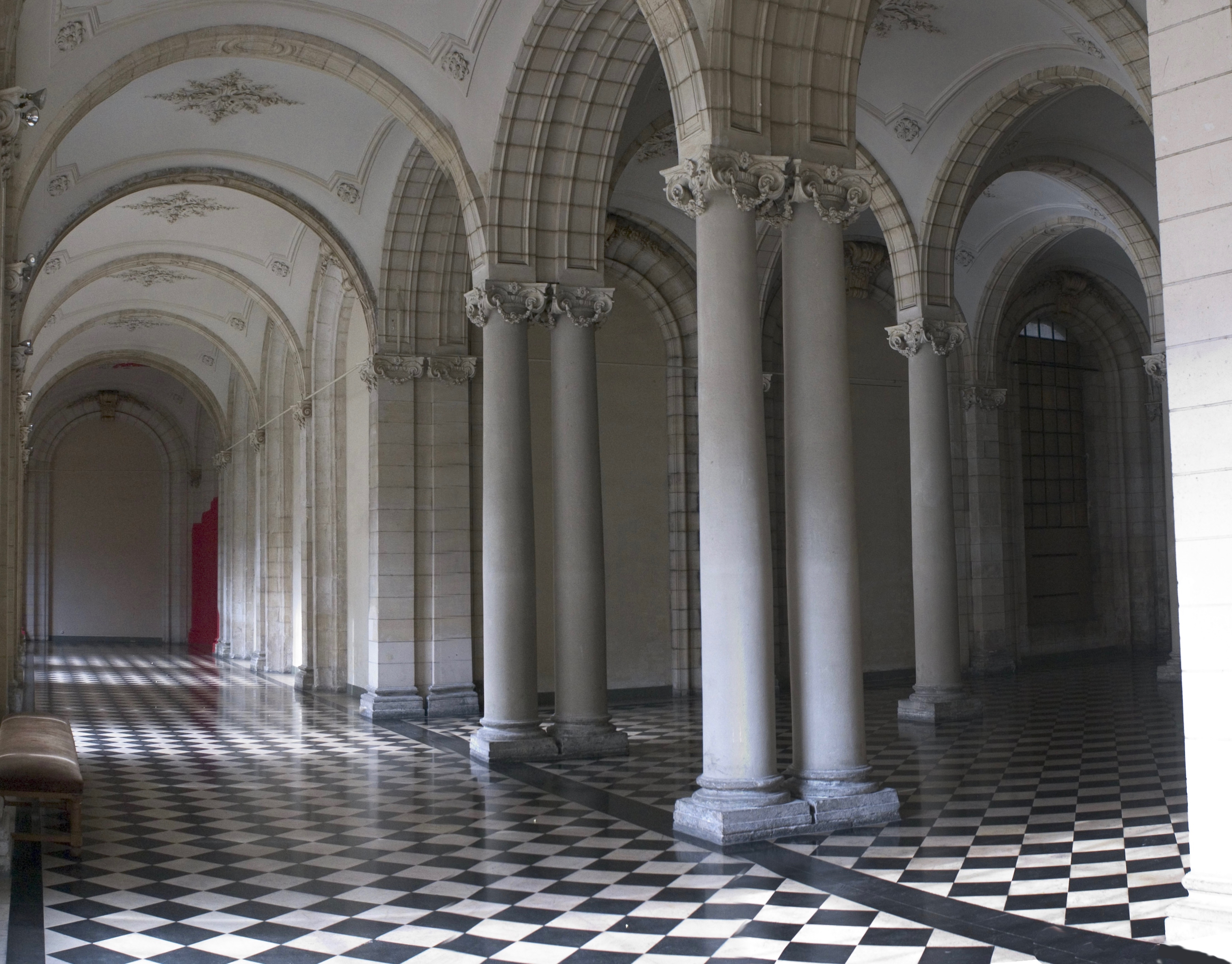
Le cloître de l'abbaye.

### Origine légendaire
Les origines de l'abbaye sont obscures, comme l'explique l'historien médiéviste Charles Mériaux, qui avertit : « L'histoire des origines de Saint-Vaast d'Arras pose des problèmes insolubles, provoqués par la destruction d'une grande partie des archives au IXe siècle. Les informations relatives aux premiers temps de l'établissement ont été rassemblées au tournant des Xe – XIe siècles et il est difficile de démêler ce qui provient de documents encore conservés sur place à cette date du souci des moines de reconstruire leur passé ».
Selon la Légende dorée, le dénommé Vaast (en latin : Vedastus, Vedastes), après avoir enseigné la religion au roi Clovis Ier, se rend à Arras où il trouve la ville et l'église dans un abandon presque total. Il est en train d'en nettoyer l'intérieur quand des habitants de la ville viennent lui demander son aide, car un ours s'en prend aux gens et au bétail. À en croire la légende, Vaast ordonne au nom de Dieu à l'animal de quitter les lieux. L'ours lui obéit et disparu à tout jamais.
Pour remercier Dieu de son aide, Vaast, avec l'aide de ses disciples, restaure l'église et vient tous les jours prier dans une chapelle qu'il fait édifier en cet endroit. Il meurt en 540 et est enterré dans l'église.
Un siècle plus tard, saint Aubert, obéissant aux dernières volontés du défunt, fait transférer ses restes dans cette chapelle, qui devient lieu de pèlerinage.

### Fondation
Une communauté de moines se fixe autour de la chapelle qui abrite les restes de Vaast, et adopte la règle de saint Benoît. C'est l'origine de l'abbaye. Le roi des Francs Thierry III (mort en 691), ayant comblé l'abbaye de faveurs, est inhumé dans l'église, de même que son épouse Crotilde, également nommée Dode,.

### Drames et reconstructions
En 793, le monastère est détruit par un incendie. Pour l'ensemble de la reconstruction, l'abbé Radon a fait tailler plusieurs autels consacrés aux saints de l'Église, et il demande à son ami Alcuin de composer les distiques dédicatoire. En effet, Charlemagne ordonnant la reconstruction, trois églises sont édifiées en même temps, dont la plus grande placée sous l'invocation de saint Vaast.
Au IXe siècle, les moines évacuent plusieurs fois l'abbaye par crainte des invasions normandes, mais, en 893, ils peuvent la réintégrer définitivement, les Normands étant descendus vers le sud pour fonder la Normandie.
Au Xe siècle, Arnoul, comte de Flandre, contrôle l'abbaye pour pouvoir étendre son comté vers le sud. Il s'assure ainsi une certaine influence sur la population romanophone et aussi une aide efficiente de la part des moines pour la mise en valeur des terres.
Aux XVe et XVIe siècles, l'abbaye subit les contrecoups des affrontements entre les rois de France et les ducs de Bourgogne ainsi que les guerres d'Italie avec des combats ayant lieu en Flandre et en Artois, les abbés (voir Martin Asset) devant veiller à maintenir le rang et les possessions du monastère.

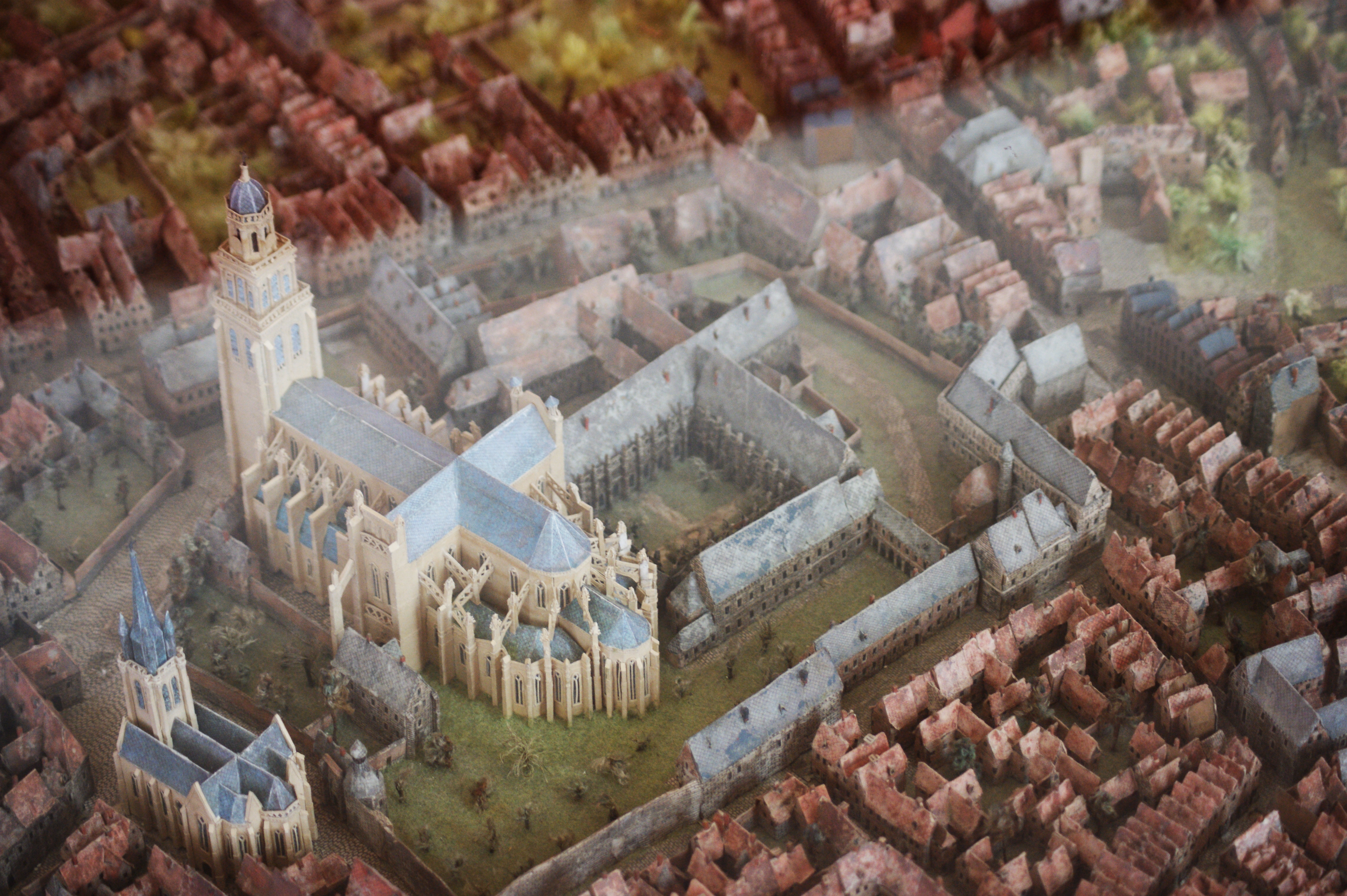
Vue de l'enclos de l'abbaye Saint-Vaast avant la grande reconstruction commencée en 1741.

Au XVIIIe siècle, Vigor de Briois et le cardinal Armand-Gaston de Rohan, abbé commendataire, ordonnent la reconstruction de l'abbaye, alors fort délabrée depuis l'incendie de 1661. En effet, en 1741, la démolition du clocher est inévitable et en 1747, c'est au tour de la voûte de l'église de s'écrouler. Ils font donc appel à l'architecte Jean-François Labbé (décédé en 1750), proche du célèbre Robert de Cotte et de son fils Jules-Robert, qui en 1746 propose un plan symétrique et ordonné, suivant les canons du classicisme, autour de trois cours : la cour d'honneur, la cour du puits et le cloître, sur l'emplacement du précédent.
Terminée vers 1770, l'abbaye possède des dimensions impressionnantes : 220 mètres de long pour 80 mètres de large, 570 menuiseries. Elle forme avec la cathédrale Notre-Dame et Saint-Vaast, ancienne église abbatiale, le plus grand ensemble bénédictin classique du XVIIIe en France.
La cathédrale gothique Notre-Dame-en-Cité est presque entièrement détruite par les révolutionnaires arrageois à partir de 1795. À la vue de ses ruines, le 30 août 1804, Napoléon demande que l'on fasse niveler le terrain pour y construire un calvaire et il rédige un décret dans lequel il place l'abbatiale à la disposition de l'évêque d'Arras, Mgr Hugues de La Tour d'Auvergne-Lauraguais, afin qu'il en fasse sa cathédrale. Cette dernière n'est terminée qu'en 1835, et le clocher n'a jamais été réalisé.
Le portail monumental d'entrée de l'abbaye, installé sur la rue Paul-Doumer et donnant sur la cour d'honneur, est édifié par l'architecte Firmin Epellet entre 1863 et 1865, qui confie la réalisation des sculptures aux frères Duthoit. Ces sculptures symbolisent les Sciences et les Arts (à gauche), la Religion (à droite) et au centre, un cartouche avec les armes de la ville et de Mgr Parisis.

### Après la Première Guerre mondiale

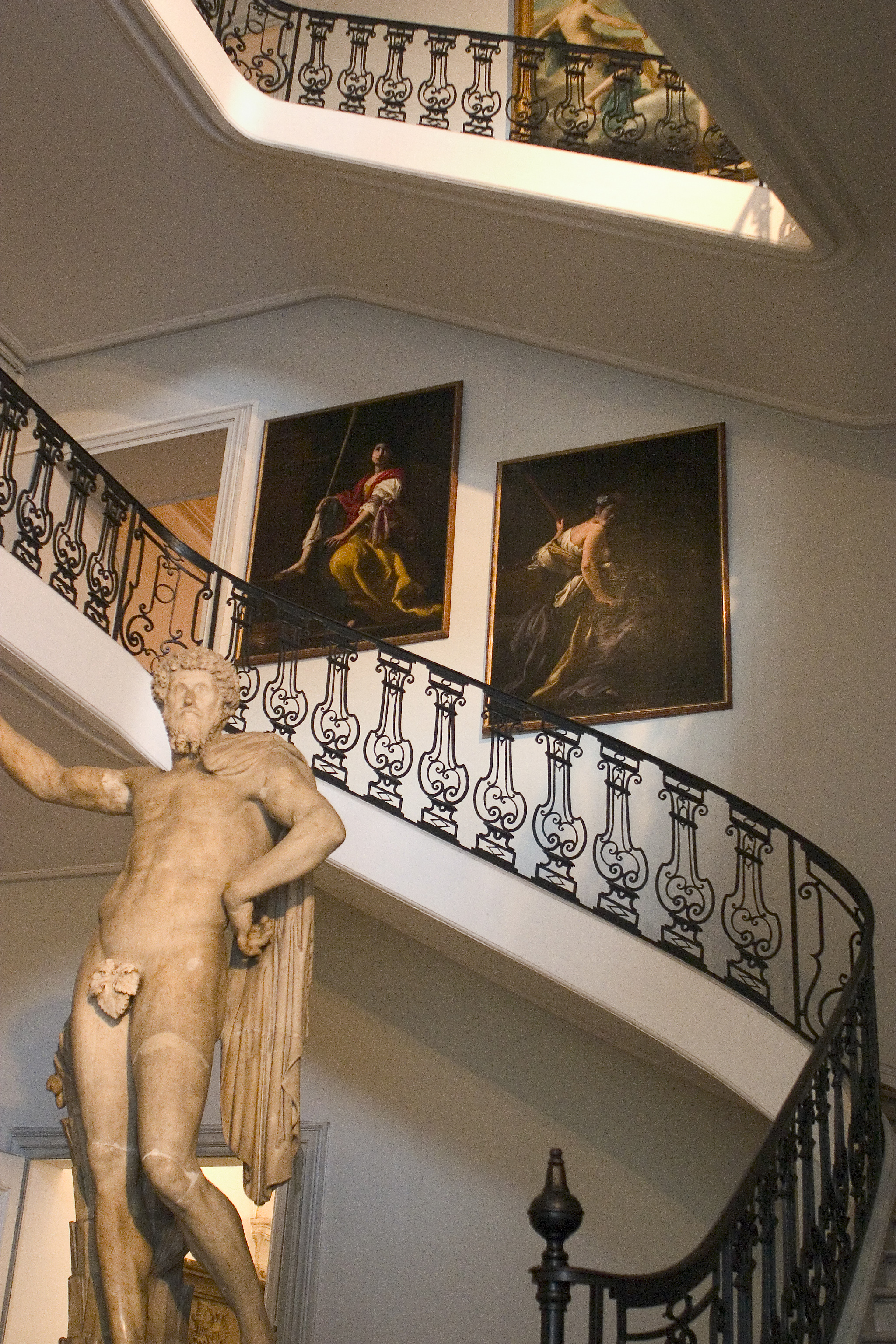
L'abbaye abrite le musée des Beaux-Arts d'Arras.

L'abbaye, classée monument historique le 11 octobre 1907, subit de lourdes destruction lors de la Première Guerre mondiale. Elle fut bombardée dès le mois de juillet 1915. Anéantie, elle fut reconstruite à l'identique, avec des structures en béton, par l'architecte en chef des monuments historiques, Pierre Paquet.
Depuis 1825, les bâtiments de l'ancienne abbaye accueillent le musée des Beaux-Arts d'Arras et la médiathèque municipale.

## Le projet Saint-Vaast, entre transformation historique et controverses patrimoniales
En 2020, un vaste projet municipal est entrepris pour revaloriser les lieux : il est décidé d’accorder un bail emphytéotique de 99 ans au promoteur immobilier américain Marriott pour y installer un hôtel de luxe pour mai 2024 (juste avant les Jeux olympiques de Paris). L'affaire, d'abord connue de peu, est popularisée par divers moyens politiques et médiatiques, l'opposition étant particulièrement diverse et large. D'abord, à l'été 2020, La Tribune de l'art de l'historien de l'art Didier Rykner publie une suite d'articles critiquant la décision de la municipalité. Une association citoyenne, « Les Amis de l'Abbaye Saint-Vaast », est montée avec le soutien de personnalités du monde du patrimoine et Laurence Baudoux-Rousseau, alors maître de conférences en histoire de l'art moderne à l'université d'Artois. Une opération de section locale de l'Action française, groupe royaliste et nationaliste, se prononçant contre la vente de l'abbaye en employant la manière forte de l'agitation-propagande en février 2021, pousse les groupes politiques conventionnels à s'exprimer. Si la mairie et la majorité de Frédéric Leturque déposent plainte et soutiennent le projet Saint-Vaast, les élus de gauche au conseil municipal d'Arras (Arras Écologie et France Insoumise Grand Arras) sont tous défavorables au projet hôtelier pour des raisons culturelles et économiques.

## Rayonnement de l'abbaye

### Rapport au monde universitaire
L'abbaye Saint-Vaast fonda un collège à l'université de Douai en 1619. Le collège de Saint-Vaast à Douai fut fermé et fusionné avec le collège du Roi lors de l'expulsion des jésuites en 1764.
L'abbaye Saint-Vaast distribuait aussi des bourses d'études aux étudiants. Ainsi, Maximilien de Robespierre, originaire d'Arras, obtint en 1769 une bourse de 450 livres annuelles de l'abbaye Saint-Vaast pour aller étudier au collège d'Arras à Paris. Robespierre soupçonne plus tard - alors que Fampoux est en feu pour la seconde fois - que l'abbaye dispose d'une presse qui serait à l'origine de l'impression de nombreux libelles anti-révolutionnaires.

### Établissements dépendants
- Prieuré d'Haspres
- Prévôté de Labeuvrière, dépendante entre 1609 et 1789 de l'abbaye Saint-Vaast[17].

### Éléments architecturaux déplacés
Vers 1845, une centaine de plaques en bois sculpté réalisées au début du XVIIe siècle et qui ornaient l'abbaye est déplacée puis installée en l'église Sainte-Élisabeth-de-Hongrie (Paris).

### Documents d'archive
M. Ad. de Cardevacque a, en 1894, fait don de trois pièces aux archives départementales :
- une lettre missive (original, papier) de la régente Marie de Hongrie demandant aux religieux de Saint-Vaast (5 novembre 1537) de consentir à ce que la collation de la prévôté d'Haspres soit faite à l'archevêque de Cambrai[18] ;
- une lettre (original, papier scellé) de non-préjudice donnée le 24 mai 1687 par la ville d'Arras à l'abbaye de Saint-Vaast, à propos des huttes qui ont été construites pour les pestiférés, en dehors de la porte de Baudimont[18] ;
- un concordat du 13 avril 1395 entre le comte d'Artois et l'abbaye relativement à la haute justice dans les pouvoirs et villages de celle-ci[18].

## Personnalités liées à l'abbaye

### Abbés
- Wido, abbé laïc, également abbé de Fontenelle
- Radon, 776 à 797, auparavant chancelier d'Empire
- Adalung, 808-837, abbé du monastère de Lorsch
- Hugues l'Abbé († 886), 874 (Guelfe)
- Rudolf (ou Rodolphe ou Raoul), 874-892, fils d'Eberhard de Frioul
- Hugues Capet († 996), 987 roi de France (Robertiens, Capétiens)
- Hildebrand, 954-968
- Fameric, 968-972
- Madefroi, 972-992
- Fulrad, 992-1004
- Richard de Saint-Vanne, 1014-1023
- Leduin, 1023-1040
- Jean I, décédé 1047
- Poppon de Stavelot, décédé 1048
- Adelelme, jusqu'en 1051
- Archembaud, jusqu'en 1067
- Adolfe, 1068-1104
- Henri I, 1106-1130
- Gautier, 1130-1147
- Guerric, 1147-1155
- Odon, en 1216
- Jean V de la Bassée 27
- Martin II des Champs
- Hugues V
- Paul
- Simon de Noyon
- Garin
- Rodulphe de Roy
- Pierre du Port
- Nicolas le Caudrelier
- Eustache de Meuricourt
- Jean Lefebvre
- Louis Tauve
- Robert le Bescot
- Jean VI de Moy
- Siger Danbrinnes
- Jean VII de Meuticourt
- Jean du Clercq, dit « Le bon abbé » (1429-1462)
- Le cardinal Charles II de Bourbon
- Robert Briçonnet
- Jacques de Kerles
- Martin III Asset
- Jérôme Rufault
- Roger de Montmorency
- Thomas de Parenty
- Jean Sarrazin
- Philippe de Caverel

Vacance du siége abbatial pendant cinq ans
- Maximilien de Bourgogne (Nommé par le Roi de France)
- Claude Haccart (nommé par Le Roi d'Espagne)
- Le cardinal de Mazarin
- Le cardinal d'Este
- Le cardinal de Bouillon
- Le cardinal de Rohan (coadjuteurs sous lui : Robert de Haynin)
- Léon de Maulde
- Vigor de Briois
- Vigor de Briois
- Le cardinal de Rohan

### Prieur
- Alvise (1131-1147)

### Avoués
- Les aînés de la Maison de Béthune étaient « avoués d'Arras », c'est-à-dire de l'église et de l'abbaye de Saint-Vaast ; cette charge, qui avait été introduite pour maintenir les droits et les biens temporels des serviteurs de Dieu contre les oppressions des puissances séculières, n'était confiée qu'à des personnes de haut rang.

### Moines et personnalités célèbres
- Haymeric, simple religieux, fut nommé en 1088, troisième abbé de l'abbaye Saint-Sauveur d'Anchin.
- Ide de Boulogne, aussi appelée Ida, comtesse de Boulogne, y repose.

### Note
- (de) Cet article est partiellement ou en totalité issu de l’article de Wikipédia en allemand intitulé « Abtei Saint-Vaast » (voir la liste des auteurs).